# ديفيد دالي (أكاديمي)
ديفيد دالي (بالإنجليزية: David Daly)‏ هو أكاديمي أمريكي، ولد في 1940.